# Rossovo more
Rossovo more je zaljev u Južnom oceanu (ili po nekima Tihom oceanu) okružen kopnenim masama Antarktike.
More nosi naziv prema James Rossu koji ga je otkrio 1841. godine. Na zapadu Rossovog mora nalazi se Rossov otok s vulkanom Mount Erebus, a na istoku Rooseveltov otok. Južni dio mora je prekriven Rossovom ledenom policom.

## Vanjske poveznice
|  | Zajednički poslužitelj ima još gradiva o temi Rossovo more |